# Neuilly-sur-Marne
Neuilly-sur-Marne là một xã trong vùng đô thị Paris, thuộc tỉnh Seine-Saint-Denis, vùng hành chính Île-de-France của nước Pháp, có dân số là 32.754 người (thời điểm 1999).